# Момот, Сергей Васильевич
Момот Сергей Васильевич (род. 14 мая 1963, Донецк) — кандидат экономических наук, член Партии регионов, депутат Верховной Рады Украины, член фракции Партии регионов (с 11.2007), член Комитета по вопросам экологической политики, природопользования и ликвидации последствий Чернобыльской катастрофы (с 12.2007).

## Биографические сведения
Родился 14 мая 1963 (г. Донецк); украинец; жена Залина Зауриевна (1963) — частный предприниматель; дочь Анастасия (1986) — студентка. Владеет английским языком. Увлечения: футбол.
Образование: Донецкий политехнический институт (1985), горный инженер-строитель, «Строительство подземных сооружений и шахт»; Донецкая государственная академия управления, факультет последипломного образования (1999), экономист-менеджер; кандидатская диссертация «Формирование стратегии развития экспортного потенциала металлургических предприятий» (институт экономики промышленности НАНУ, 2004).
Народный депутат Украины 6-го созыва с 11.2007 от Партии регионов, № 57 в списке. На время выборов: народный депутат Украины, член ПР.
Народный депутат Украины 5-го созыва 04.2006-11.07 от Партии регионов, № 57 в списке. На время выборов: президент АО «ДАНКО», член ПР. член Комитета по вопросам национальной безопасности и обороны (с 07.2006), член фракции Партии регионов (с 05.2006).
С 08.1985 — горный мастер, с 1988 — сменный инженер 4-го шахтопроходческого строительного управления треста «Донецкшахтопроходка». С 01.1990 — прораб хозрасчетного участка «Стандарт», «Донбассканалстрой». С 08.1990 — прораб, Совместное советско-немецкое предприятие «WEBA». С 10.1990 — эксперт отдела маркетинга, с 05.1992 — пров. эксперт службы маркетинга, Совместное советско-германское предприятие «Интеркомпьютер». С 08.1994 — заместитель директора, ЧП «Трейдинг и Консалтинг». С 01.1995 — вице-президент, с 05.1996 — в.а. президента, 01.1997-04.06 — президент АОЗТ "Донецкое акционерное научно-коммерческое общество «ДАНКО»
Член УСПП, Донецкой ассоциации руководителей промышленных предприятий. Член совета содействия журналов «Меркурий», «Все». 1-й вице-президент Федерации шахмат Украины (с 06.2002), президент Донецкого областного шахматного клуба им. А. Момота. Член международного клуба «Лидеры XXI века». Академик АЭНУ, Восточноукраинской академии бизнеса.

## Награды
- Лауреат Государственной премии Украины в области науки и техники (2002).
- Медаль «За труд и доблесть» (2002)
- Лауреат рейтинга «Золотая Фортуна» (2000)
- «Хрустальный рог изобилия» (1999)
- Лауреат региональной награды «Золотой Скиф» (1997, 1999)
- Орден «Золотой Меркурий» (1999)
- Медаль «За эффективное управление» Международной кадровой академии (1999)
- Орден «Золотой ягуар» (2000)
- Международная награда «Лавровый венок Славы» (2000)
- Орден «Слава на верность Отчизне» III ст. (2000)
- Орден «За трудовые достижения» IV ст. (2000)
- Крест почета «За духовное возрождение» (2001)
- Лауреат программы «Человек года» в номинации «Промышленник года» (2001)
- Орден Святого князя Владимира Великого II ст. (2002).